# سی‌بی‌سی اسپورت
شبکه سی‌بی‌سی اسپورت(به انگلیسی:CBC Sport) از شبکه‌های تلویزیونی جمهوری آذربایجان می‌باشد که در ۱ نوامبر ۲۰۱۵ تأسیس شد.شبکه تلویزیونی ایدمان دیگر شبکه ورزشی جمهوری آذربایجان در سال ۲۰۰۹ افتتاح شد.

## دریافت
- Sat: Azerspace 1 46E
- Fre: 11175 H 30000
- Biss : 13 13 13 13 13 13 13 13
- Biss : 13 13 13 39 13 13 13 39